# Batis maritima
Espèce
Classification phylogénétique
Batis maritima est une espèce de plantes de la famille des Bataceae.
Elle est dénommée la salwort ou beachwort et est également connue sous les noms de tortue, pickleweed, barilla , planta de sal, camphire, herbe-à-crâbes, akulikuli-kai. Batis maritima est une plante vivace et succulente. C'est une espèce qui fixe le carbone en C3. C'est une plante pionnière, qui couvre rapidement les zones où les ouragans ont détruit la végétation naturelle.
Il est halophyte et forme des colonies denses dans les marais salants, les marais saumâtres et les mangroves. On le trouve fréquemment en bordure des marais salants et des vasières vent-tidales.
Jusqu'à présent, le Batis maritima n'a pas été utilisé commercialement pour la production alimentaire, mais les graines ont une teneur élevée en huile et une valeur nutritionnelle élevée.

## Description
Les plantes sont des sous-arbustes vivaces dioïques de 0,1 à 1,5 m de haut et forment des colonies denses. Les feuilles succulentes sont opposées et sessiles. Les petites fleurs blanches de Batis maritima sont auto-incompatibles et la morphologie du pollen indique que la plante est pollinisée par le vent. Les graines mesurent 1,1 mm de long et 0,8 mm de large et ont un poids extrêmement faible 0,5 mg/graine. Elles ont un revêtement lisse, très sombre et à parois dures et une forme lenticulaire allongée. Il a été rapporté qu'ils ont germé après plusieurs mois de flottaison dans l'eau de mer. La racine primaire se ramifie au début du développement et reste non ramifiée jusqu'à ce que la pousse atteigne 10 cm ou plus de hauteur

## Répartition géographique et exigences environnementales

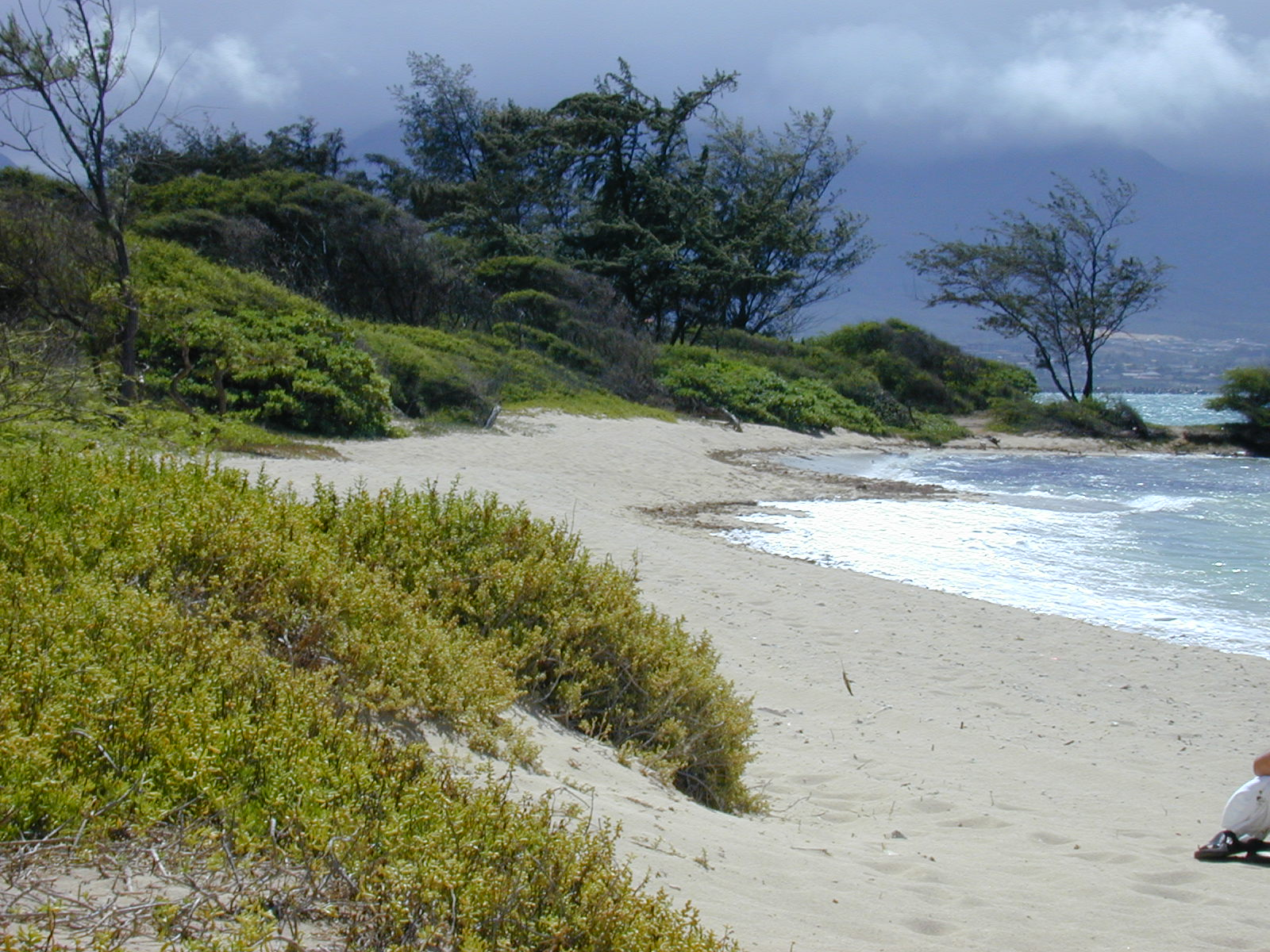
Batis maritima (au premier plan) à Hawaï

Batis maritima est présent sur les côtes tropicales de l'Atlantique et du Pacifique des trois Amériques et des îles des Caraïbes. La répartition nord (jusqu'à 33º de latitude Nord) semble être influencée par les événements de gel. De nombreux sites où la saline maritime est présente sont soumis à de graves tempêtes tropicales. Il est présent  généralement à des altitudes inférieures à 1,0 m au-dessus du niveau moyen de la mer et sur des sites où la salinité varie de 18 à 50 ppt (bancs de marée boueux, mangroves, marais salants, vases et salines). Il pousse également dans des sols sans sel mais est vulnérable à la concurrence des nonhalophytes. Le Batis maritima se rencontre dans des sites normalement soumis à une couverture de sable minimale. Les dépôts de fucus semblent stimuler la croissance. Salique maritime a été signalée comme espèce envahissante à Hawaï, où elle déplace les espèces indigènes.
La capacité à produire des niveaux adéquats de biomasse sur une large gamme environnementale a été bien documentée. La plante n'est pas sérieusement affectée par les insectes, les maladies ou le pâturage, mais les pousses ne peuvent pas supporter la couverture de sable.

## Utilisation
Les feuilles sont parfois ajoutées aux salades à Porto Rico, elles ont également été utilisées comme herbe en pot, purée et cornichon . Les graines sont ajoutées aux salades, elles peuvent être grillées ou « sautées » comme du maïs. Les Comcáac utilisaient les racines pour sucrer le café avant d'avoir accès au sucre. La farine aux teintes jaunes à dorées est utilisée pour l'alimentation. En raison de sa teneur élevée en huile, elle a le potentiel d'être une culture oléagineuse. Le Batis maritima a été utilisé en phytothérapie populaire à Porto Rico pour traiter la goutte, l'eczéma, le psoriasis, les rhumatismes, les troubles sanguins et les troubles thyroïdiens.

### Graines
| contenu    | montant   |
| ---------- | --------- |
| glucides   | 46,5 %    |
| fructose   | 0,1 %     |
| glucose    | 0,03 %    |
| saccharose | 1,20 %    |
| graisse    | 25 %      |
| protéine   | 17,3 %    |
| eau        | 7,3 %     |
| calcium    | 1600 ppm  |
| fer        | 259 ppm   |
| magnésium  | 4200 ppm  |
| phosphore  | 8400 ppm  |
| potassium  | 8 500 ppm |
| sodium     | 500 ppm   |

Les graines sont principalement composées de glucides. La taille extrêmement petite des granules d'amidon pourrait être utile pour d'autres applications alimentaires et non alimentaires, qui nécessitent de petits granules d'amidon. Dans l'ensemble, de faibles valeurs de sucres solubles, en particulier de saccharose, sont trouvées.
La graine contient des niveaux élevés de protéines brutes. La grande majorité de ses protéines de stockage sont sous forme aqueuse soluble. C'est également une bonne source d'éléments essentiels. acides aminés lysine et méthionine qui sont généralement les acides aminés limitants présents dans la plupart des céréales étudiées.
Les graines contiennent des quantités substantielles d'huile (25,0 %) similaires à celles trouvées dans les graines de carthame, coton et tournesol. Avec une teneur en acide linoléique en C 18:2 de 73 %, elle a l'une des teneurs en C18:2 les plus élevées de toutes les huiles connues. Elle est également riche en tocophérols, en particulier en a-tocophérol 0,07 % (700 mg/kg) et présente des niveaux élevés de phytostérol 2 427,4& mg/kg. Ces composés sont considérés comme très sains.
Les graines sont riches en éléments comme le phosphore (P), le potassium (K), le calcium (Ca), le magnésium (Mg) et le fer (Fe). L'examen de la graine pour le sodium (Na) n'a révélé aucune accumulation élevée de cet élément (c'est-à-dire 500 ppm) qui serait préoccupante sur le plan nutritionnel.

## Physiologie
Elle est reconnue comme un colonisateur majeur après la destruction des mangroves par les ouragans. Bien que ce ne soit pas une plante aquatique, elle peut supporter de brèves inondations et de longues périodes de sols gorgés d'eau. La saline pousse lentement dans les sols à fortes concentrations de sel mais elle souffre peu de concurrence des autres plantes. L'espèce gère les sels en les séquestrant dans les vacuoles cellulaires et finit par perdre les feuilles. Les mycorhizes vésiculaires-arbusculaires (VAM) symbiotiques obligatoires qui colonisent les racines réduisent indirectement le stress hydrique et améliorer la nutrition en phosphate